# 기린초등학교
기린초등학교는 대한민국 강원특별자치도 인제군에 있는 공립 초등학교이다.

## 연혁
- 1923년 6월 1일 기린공립보통학교 개교(설립인가 3월 4일)
- 1938년 4월 1일 교명 변경 (기린공립심상소학교)
- 1941년 4월 1일 교명 변경 (기린공립국민학교)
- 1950년 6월 25일 6.25 사변으로 교사 전소
- 1953년 6월 1일 목조건물 건축(미군)
- 1961년 3월 1일 추대초등학교 진동분교장으로 인가
- 1970년 6월 1일 본관 철근 콘크리트 건물 건축
- 1981년 3월 1일 병설유치원 설립
- 1994년 3월 1일 학교 통폐합(죽천국교, 북리분교)
- 1999년 9월 1일 추대분교장 통폐합
- 1999년 9월 1일 방동분교장 편입
- 2004년 9월 20일 급식소 준공
- 2009년 1월 19일 기린초등영어체험교실(GREC) 구축
- 2011년 11월 10일 인조잔디구장 준공
- 2019년 1월 8일 제92회 졸업장 수여식(연 5,991명)
- 2020년 9월 1일 제34대 교장 이성욱 취임

## 상징
- 교목 - 소나무 : 항상 푸르고 온순하면서 고상한 품위를 가짐
- 교화 - 기린초 : 기린은 상상의 동물인 기린을 말하며 기린을 보면 성인이 세상에 나올 징조라고 함

## 분교
- 진동분교
- 방동분교
- 추대분교(폐교)

## 참고 자료
- 기린초등학교 - 한국교육학술정보원 학교알리미